# محمد محسن عسكر
محمد محسن عسكر (و. 1981  م) هو سياسي يمني، ولد في عدن، تولى منصب وزير حقوق الإنسان في حكومة بن دغر، وحكومة معين الصبري منذ 27 أبريل 2017 إلى 18 ديسمبر 2020.
.

## التعليم
تعلم في جامعة القاهرة.
| المناصب السياسية | المناصب السياسية                                  | المناصب السياسية    |
| ---------------- | ------------------------------------------------- | ------------------- |
| سبقه             | وزير حقوق الإنسان ‏ 27 أبريل 2017 - 18 ديسمبر 2020 | تبعه أحمد عمر عرمان |